# Colt New Police Revolver

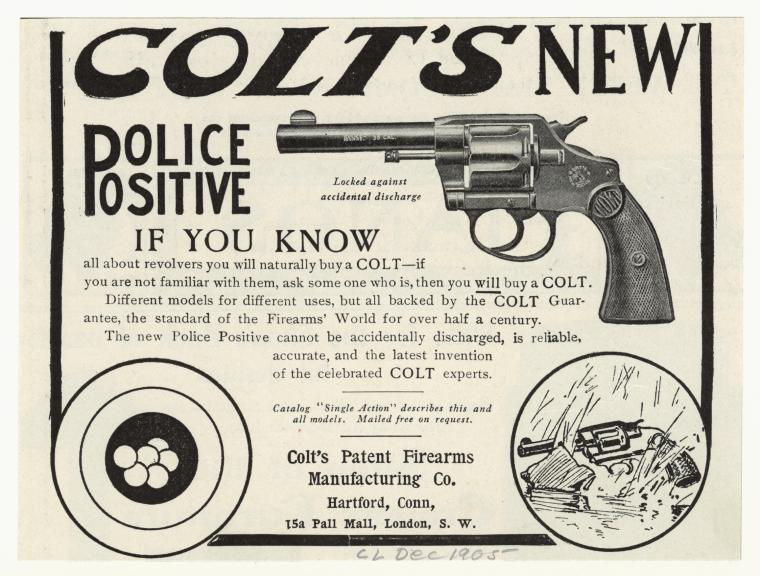
D'aspect identique, les Colt New Police et Colt Police Positive (ci-dessus) armèrent tous deux les policiers new-yorkais.

Le révolver Colt New Police  était une arme de poing destinée à la défense personnelle mais surtout aux polices municipales nord-américaines.

## Présentation
Produit à  environ 49500 exemplaires, il fut vendu de 1896 à 1907 sous la forme des modèles de poche (canon de 6,35 cm), le modèle de police (canon de 10 cm) et le modèle de tir sportif (canon de 15 cm) . Son successeur fut le Colt Police Positive.

## Un utilisateur  très connu: la Police new-yorkaise
Theodore Roosevelt, alors commissaire en chef du NYPD, commanda 4500 Colt New Police pour armer les policiers municipaux de la Grosse Pomme.

## Le Colt NP des Policiers new-yorkais en chiffre
Le Colt New Police du NYPD présente les caractéristiques suivantes :
- Munition : .32 Colt New Police
- Canon : 10 cm
- Longueur : 21 cm
- Masse à vide : 510 g
- Barillet : 6 coups

## Sources
- Yves Louis CADIOU, Les Colt (2): revolvers à cartouches métalliques, Éditions du Portail, 1993
- Raymond CARANTA, L'Aristocratie du Pistolet, Crépin-Leblond, 1997
- Article sur le blog Crimes à la Belle Epoque